# Sportverein Stuttgarter Kickers 1986-1987
Questa voce raccoglie le informazioni riguardanti lo Sportverein Stuttgarter Kickers nelle competizioni ufficiali della stagione 1986-1987.

## Stagione
Nella stagione 1986-1987 il Stuttgarter Kickers, allenato da Dieter Renner, concluse il campionato di 2. Bundesliga al 7º posto. In Coppa di Germania il Stuttgarter Kickers perse la finale con dall'Amburgo.

## Rosa
| N. |                     | Ruolo | Calciatore         |
| -- | ------------------- | ----- | ------------------ |
|    | Polonia (bandiera)  | P     | Waldemar Cimander  |
|    | Germania (bandiera) | P     | Armin Jäger        |
|    | Germania (bandiera) | D     | Dieter Finke       |
|    | Germania (bandiera) | D     | Ralf Forster       |
|    | Germania (bandiera) | D     | Heribert Stadler   |
|    | Ghana (bandiera)    | C     | Anthony Baffoe     |
|    | Germania (bandiera) | C     | Frank Elser        |
|    | Germania (bandiera) | C     | Bernd Grabosch     |
|    | Germania (bandiera) | C     | Hans Hein          |
|    | Germania (bandiera) | C     | Arthur Jeske       |
|    | Germania (bandiera) | C     | Andreas Kleinhansl |

| N. |                     | Ruolo | Calciatore          |
| -- | ------------------- | ----- | ------------------- |
|    | Germania (bandiera) | C     | Bernd Schindler     |
|    | Germania (bandiera) | C     | Niels Schlotterbeck |
|    | Germania (bandiera) | C     | Alois Schwartz      |
|    | Germania (bandiera) | C     | Christian Streich   |
|    | Turchia (bandiera)  | C     | Ali-Rıza Yılmaz     |
|    | Germania (bandiera) | A     | Uwe Fuchs           |
|    | Polonia (bandiera)  | A     | Kazimierz Kmiecik   |
|    | Germania (bandiera) | A     | Dirk Kurtenbach     |
|    | Germania (bandiera) | A     | Detlef Olaidotter   |
|    | Germania (bandiera) | A     | Ralf Vollmer        |
|    | Germania (bandiera) | A     | Erwin Waldner       |

## Organigramma societario
Area tecnica
- Allenatore: Dieter Renner
- Allenatore in seconda:
- Preparatore dei portieri:
- Preparatori atletici:

## Calciomercato

### Sessione estiva
| Acquisti | Acquisti        | Acquisti         | Acquisti |
| R.       | Nome            | da               | Modalità |
| -------- | --------------- | ---------------- | -------- |
| C        | Bernd Grabosch  | Schalke 04       |          |
| A        | Uwe Fuchs       | Homburg          |          |
| C        | Anthony Baffoe  | RW Oberhausen    |          |
| C        | Hans Hein       | Waldhof Mannheim |          |
| P        | Armin Jäger     | Stoccarda        |          |
| A        | Dirk Kurtenbach | Fortuna Colonia  |          |
| A        | Erwin Waldner   | Stoccarda        |          |

| Cessioni | Cessioni          | Cessioni          | Cessioni |
| R.       | Nome              | a                 | Modalità |
| -------- | ----------------- | ----------------- | -------- |
| C        | Peter Hobday      | Hannover 96       |          |
| C        | Ulrich Böpple     | Ulma              |          |
| A        | Dieter Dannenberg | RW Oberhausen     |          |
| C        | Andreas Hägele    | Magonza           |          |
| A        | Andreas Merkle    | Stoccarda         |          |
| D        | Joachim Müller    | Kickers Offenbach |          |
| D        | Peter Stichler    | Rot-Weiss Essen   |          |

### Sessione invernale
| Acquisti | Acquisti | Acquisti | Acquisti |
| R.       | Nome     | da       | Modalità |
| -------- | -------- | -------- | -------- |

| Cessioni | Cessioni | Cessioni | Cessioni |
| R.       | Nome     | a        | Modalità |
| -------- | -------- | -------- | -------- |

## Risultati

### 2. Bundesliga

#### Girone di andata
| Arbitro: | Werner |

|                              |           |               |
| Hein 4’ Vollmer 8’ Elser 42’ | Marcatori | 21’ Jurgeleit |

| Arbitro: | Zimmermann |

|                                          |           |             |
| Knüwe 42’ Reich 48’ Grillemeier 77’, 89’ | Marcatori | 72’ Forster |

| Arbitro: | Birlenbach |

|                              |           |  |
| Schindler 11’ Olaidotter 88’ | Marcatori |  |

| Arbitro: | Boos |

|                           |           |  |
| Berge 48’ Hönnscheidt 76’ | Marcatori |  |

| Arbitro: | Rubel |

|                          |           |            |
| Hobday 7’ Kurtenbach 12’ | Marcatori | 1’ Schmitt |

| Arbitro: | Weber |

|                                   |           |                    |
| Marmon 30’ Eymold 58’ Heskamp 66’ | Marcatori | 61’ Hein 81’ Fuchs |

| Amburgo 6 settembre 1986, ore 15:00 CEST 7ª giornata | St. Pauli | 0 – 0 referto | Kickers Stoccarda | Wilhelm-Koch-Stadion (6 400 spett.)\| Arbitro: \| Krug \| |
| Arbitro:                                             | Krug      |               |                   |                                                           |

| Arbitro: | Reinstädtler |

|               |           |  |
| Kurtenbach 1’ | Marcatori |  |

| Arbitro: | Neumann |

|                     |           |                |
| Spies 30’ Simon 84’ | Marcatori | 44’ Kurtenbach |

| Arbitro: | Eli |

|                                                       |           |                            |
| Fuchs 15’ Kurtenbach 45’, 65’ Stadler 67’ Kmiecik 90’ | Marcatori | 32’ Knauf 69’ Freudenstein |

| Arbitro: | Berg |

|               |           |                                                              |
| Schlösser 55’ | Marcatori | 10’ Hobday 32’, 65’ Jeske 70’, 90’ Kurtenbach 82’ Kleinhansl |

| Arbitro: | Kasper |

|                                            |           |           |
| Schindler 44’ Vollmer 75’, 90’ Kmiecik 85’ | Marcatori | 81’ Fruck |

| Arbitro: | Retzmann |

|                                                              |           |                                 |
| Buchheister 21’, 62’ Ellmerich 64’ (rig.), 85’ Buckmaier 65’ | Marcatori | 47’ Kurtenbach 72’ (rig.) Finke |

| Arbitro: | Merk |

|                                    |           |  |
| Vollmer 3’ Kmiecik 67’, 85’ (rig.) | Marcatori |  |

| Arbitro: | Broska |

|                                                    |           |                |
| Gries 14’ Kahlhofen 22’ Gresens 39’ Zimmermann 88’ | Marcatori | 83’ Kurtenbach |

| Arbitro: | Kriegelstein |

|             |           |  |
| Stadler 78’ | Marcatori |  |

| Arbitro: | Fux |

|                         |           |                                                    |
| Knecht 23’ Lindenau 36’ | Marcatori | 12’ Schlotterbeck 19’ Finke 53’ Streich 58’ Hobday |

| Arbitro: | Malbranc |

|  |           |             |
|  | Marcatori | 59’ Sánchez |

| Arbitro: | Bodmer |

|                            |           |                    |
| Stichler 37’ Abramczik 38’ | Marcatori | 89’ (rig.) Kmiecik |

#### Girone di ritorno
| Arbitro: | Osmers |

|                             |           |             |
| Jurgeleit 2’ Steininger 67’ | Marcatori | 68’ Kmiecik |

| Stoccarda 20 aprile 1987, ore 19:00 CEST 21ª giornata | Kickers Stoccarda | 0 – 0 referto | Hannover 96 | Kickers-Stadion (4 800 spett.)\| Arbitro: \| Pauly \| |
| Arbitro:                                              | Pauly             |               |             |                                                       |

| Arbitro: | Ahlenfelder |

|                         |           |          |
| Glesius 30’ Schmidt 44’ | Marcatori | 26’ Hein |

| Arbitro: | Osmers |

|                                                     |           |  |
| Olaidotter 36’ Waldner 40’ Kmiecik 84’ Grabosch 87’ | Marcatori |  |

| Arbitro: | Gochermann |

|                          |           |                            |
| Augst 39’ Rolshausen 85’ | Marcatori | 32’ Streich 37’ Kurtenbach |

| Arbitro: | Steffens |

|                                                                    |           |  |
| Kmiecik 45’ (rig.) Kurtenbach 72’ Schlotterbeck 87’ Olaidotter 89’ | Marcatori |  |

| Arbitro: | Kautschor |

|                   |           |                      |
| Schlotterbeck 32’ | Marcatori | 49’ Golke 71’ Wenzel |

| Arbitro: | Barnick |

|                                    |           |  |
| Eickels 23’ Bittorf 33’ Krella 72’ | Marcatori |  |

| Arbitro: | Richmann |

|                                   |           |           |
| Elser 26’ Vollmer 31’ Forster 88’ | Marcatori | 50’ Spies |

| Arbitro: | Harder |

|  |           |                |
|  | Marcatori | 25’ Kurtenbach |

| Arbitro: | Brückner |

|                                          |           |              |
| Vollmer 62’ Schindler 82’ Olaidotter 90’ | Marcatori | 19’ Pförtner |

| Arbitro: | Neumann |

|                                      |           |                                 |
| Jankovic 5’ Frömberg 11’, 86’ (rig.) | Marcatori | 21’ Forster 51’, 78’ Kurtenbach |

| Arbitro: | Gangkofer |

|                                |           |             |
| Kmiecik 24’ (rig.) Forster 43’ | Marcatori | 87’ Posipal |

| Arbitro: | Löwer |

|                    |           |  |
| Sané 18’ Weber 89’ | Marcatori |  |

| Arbitro: | Löwer |

|                                       |           |                          |
| Kurtenbach 17’, 80’ Nelles 85’ (aut.) | Marcatori | 22’ Gries 54’ Zimmermann |

| Arbitro: | Reinstädtler |

|             |           |           |
| Ellguth 25’ | Marcatori | 86’ Elser |

| Arbitro: | Heitmann |

|            |           |           |
| Kmiecik 9’ | Marcatori | 89’ Baier |

| Arbitro: | Neumann |

|             |           |  |
| Gutzler 58’ | Marcatori |  |

| Arbitro: | Retzmann |

|                                  |           |  |
| Kmiecik 17’ Hein 27’ Vollmer 85’ | Marcatori |  |

### Coppa di Germania
| Arbitro: | Junge |

|  |           |                                                         |
|  | Marcatori | 16’, 43’ Kurtenbach 56’ Schindler 72’ Vollmer 87’ Elser |

| Arbitro: | Birlenbach |

|                             |           |                                 |
| Recktenwald 55’ Wilhelm 75’ | Marcatori | 47’, 76’ Streich 52’ Kurtenbach |

| Arbitro: | Föckler |

|                     |           |  |
| Kurtenbach 25’, 39’ | Marcatori |  |

| Arbitro: | Scheuerer |

|                                   |           |              |
| Jeske 62’ Hein 86’ Kurtenbach 90’ | Marcatori | 88’ Turowski |

| Arbitro: | Dellwing |

|                                      |           |  |
| Elser 15’ Kmiecik 59’ Kurtenbach 75’ | Marcatori |  |

| Arbitro: | Gabor |

|                                                     |           |                |
| Beiersdorfer 15’ Kaltz 88’ Schlotterbeck 90’ (aut.) | Marcatori | 13’ Kurtenbach |

## Statistiche

### Statistiche di squadra
| Competizione      | Punti | In casa | In casa | In casa | In casa | In casa | In casa | In trasferta | In trasferta | In trasferta | In trasferta | In trasferta | In trasferta | Totale | Totale | Totale | Totale | Totale | Totale | DR  |
| Competizione      | Punti | G       | V       | N       | P       | Gf      | Gs      | G            | V            | N            | P            | Gf           | Gs           | G      | V      | N      | P      | Gf     | Gs     | DR  |
| ----------------- | ----- | ------- | ------- | ------- | ------- | ------- | ------- | ------------ | ------------ | ------------ | ------------ | ------------ | ------------ | ------ | ------ | ------ | ------ | ------ | ------ | --- |
| 2. Bundesliga     | 42    | 19      | 15      | 2       | 2       | 45      | 14      | 19           | 3            | 4            | 12           | 27           | 41           | 38     | 18     | 6      | 14     | 72     | 55     | +17 |
| Coppa di Germania | -     | 3       | 3       | 0       | 0       | 8       | 1       | 3            | 2            | 0            | 1            | 9            | 5            | 6      | 5      | 0      | 1      | 17     | 6      | +11 |
| Totale            | 42    | 22      | 18      | 2       | 2       | 53      | 15      | 22           | 5            | 4            | 13           | 36           | 46           | 44     | 23     | 6      | 15     | 89     | 61     | +28 |

### Andamento in campionato
| Giornata  | 1 | 2  | 3 | 4  | 5 | 6  | 7  | 8 | 9  | 10 | 11 | 12 | 13 | 14 | 15 | 16 | 17 | 18 | 19 | 20 | 21 | 22 | 23 | 24 | 25 | 26 | 27 | 28 | 29 | 30 | 31 | 32 | 33 | 34 | 35 | 36 | 37 | 38 |
| --------- | - | -- | - | -- | - | -- | -- | - | -- | -- | -- | -- | -- | -- | -- | -- | -- | -- | -- | -- | -- | -- | -- | -- | -- | -- | -- | -- | -- | -- | -- | -- | -- | -- | -- | -- | -- | -- |
| Luogo     | C | T  | C | T  | C | T  | T  | C | T  | C  | T  | C  | T  | C  | T  | C  | T  | C  | T  | T  | C  | T  | C  | T  | C  | C  | T  | C  | T  | C  | T  | C  | T  | C  | T  | C  | T  | C  |
| Risultato | V | P  | V | P  | V | P  | N  | V | P  | V  | V  | V  | P  | V  | P  | V  | V  | P  | P  | P  | N  | P  | V  | N  | V  | P  | P  | V  | V  | V  | N  | V  | P  | V  | N  | N  | P  | V  |
| Posizione | 3 | 14 | 6 | 12 | 8 | 11 | 11 | 9 | 12 | 8  | 6  | 4  | 5  | 4  | 5  | 5  | 5  | 5  | 6  | 8  | 6  | 11 | 8  | 9  | 8  | 10 | 10 | 9  | 8  | 7  | 7  | 7  | 7  | 6  | 6  | 6  | 7  | 7  |

Legenda:

Luogo: C = Casa; T = Trasferta. Risultato: V = Vittoria; N = Pareggio; P = Sconfitta.

### Statistiche dei giocatori
| Giocatore        | 2. Bundesliga | 2. Bundesliga | 2. Bundesliga | 2. Bundesliga | Coppa di Germania | Coppa di Germania | Coppa di Germania | Coppa di Germania | Totale   | Totale | Totale      | Totale     |
| Giocatore        | Presenze      | Reti          | Ammonizioni   | Espulsioni    | Presenze          | Reti              | Ammonizioni       | Espulsioni        | Presenze | Reti   | Ammonizioni | Espulsioni |
| ---------------- | ------------- | ------------- | ------------- | ------------- | ----------------- | ----------------- | ----------------- | ----------------- | -------- | ------ | ----------- | ---------- |
| A. Baffoe        | 19            | 0             | 0             | 0             | 3                 | 0                 | 0                 | 0                 | 22       | 0      | 0           | 0          |
| W. Cimander      | 19            | 0             | 0             | 0             | 3                 | 0                 | 0                 | 0                 | 22       | 0      | 0           | 0          |
| F. Elser         | 37            | 3             | 5             | 0             | 6                 | 2                 | 1                 | 0                 | 43       | 5      | 6           | 0          |
| D. Finke         | 29            | 2             | 9             | 0             | 6                 | 0                 | 1                 | 0                 | 35       | 2      | 10          | 0          |
| R. Forster       | 27            | 4             | 5             | 0             | 4                 | 0                 | 0                 | 0                 | 31       | 4      | 5           | 0          |
| U. Fuchs         | 10            | 2             | 1             | 0             | 0                 | 0                 | 0                 | 0                 | 10       | 2      | 1           | 0          |
| B. Grabosch      | 13            | 1             | 2             | 0             | 1                 | 0                 | 0                 | 0                 | 14       | 1      | 2           | 0          |
| H. Hein          | 27            | 4             | 1             | 0             | 3                 | 1                 | 1                 | 0                 | 30       | 5      | 2           | 0          |
| P. Hobday        | 16            | 3             | 5             | 0             | 3                 | 0                 | 0                 | 0                 | 19       | 3      | 5           | 0          |
| A. Jeske         | 23            | 2             | 4             | 0             | 4                 | 1                 | 1                 | 0                 | 27       | 3      | 5           | 0          |
| A. Jäger         | 19            | 0             | 0             | 0             | 4                 | 0                 | 0                 | 0                 | 23       | 0      | 0           | 0          |
| A. Kleinhansl    | 15            | 1             | 1             | 0             | 2                 | 0                 | 0                 | 0                 | 17       | 1      | 1           | 0          |
| K. Kmiecik       | 35            | 11            | 0             | 0             | 5                 | 1                 | 1                 | 0                 | 40       | 12     | 1           | 0          |
| D. Kurtenbach    | 36            | 16            | 7             | 0             | 6                 | 8                 | 1                 | 0                 | 42       | 24     | 8           | 0          |
| D. Olaidotter    | 23            | 4             | 3             | 0             | 1                 | 0                 | 0                 | 0                 | 24       | 4      | 3           | 0          |
| B. Schindler     | 35            | 3             | 5             | 1             | 5                 | 1                 | 0                 | 0                 | 40       | 4      | 5           | 1          |
| N. Schlotterbeck | 28            | 3             | 7             | 0             | 6                 | 0                 | 1                 | 0                 | 34       | 3      | 8           | 0          |
| A. Schwartz      | 0             | 0             | 0             | 0             | 0                 | 0                 | 0                 | 0                 | 0        | 0      | 0           | 0          |
| H. Stadler       | 26            | 2             | 6             | 0             | 3                 | 0                 | 0                 | 0                 | 29       | 2      | 6           | 0          |
| C. Streich       | 14            | 2             | 2             | 0             | 3                 | 2                 | 0                 | 0                 | 17       | 4      | 2           | 0          |
| R. Vollmer       | 34            | 7             | 3             | 0             | 6                 | 1                 | 0                 | 0                 | 40       | 8      | 3           | 0          |
| E. Waldner       | 2             | 1             | 0             | 0             | 0                 | 0                 | 0                 | 0                 | 2        | 1      | 0           | 0          |
| A. Yılmaz        | 1             | 0             | 0             | 0             | 1                 | 0                 | 0                 | 0                 | 2        | 0      | 0           | 0          |